# Programas humorísticos de Perú
Los programas humorísticos de Perú forman parte de la televisión en el país. Se caracterizan por la recreación en tono cómico de las vivencias cotidianas ocurridas en diferentes etapas e involucró diferentes estilos en el tratamiento de sus personificaciones populares. En Lima, el humor cambió en los años 1980 en convergencia con sectores populares y comerciales, en que aparecieron exponentes relevantes de la comedia como Rulito Pinasco, Tulio Loza, entre otros.

## Orígenes radiales
Las primeras evidencias de los programas cómicos en Radio Central a mediados de los años 1930. A finales del siglo XX, la radio dejó de ser relevante hasta la llegada de Los chistosos en RPP, que posteriormente tuvieron presencia en la televisión.

## SigloXX

### Antecedentes
El Muñoz de Baratta Show fue el primer programa humorístico de la historia de la televisión peruana. Se emitió en América Televisión y, posteriormente, Vitoria Televisión, entre 1959 y 1963, al mando de Daniel Muñoz de Baratta, hermano de Hugo, como guionista. El programa contó con espacios emitidos en vivo, incluyendo autoparodia televisiva. Si bien Bar Cristal fue uno de los pioneros en integrar el humor escenificado, el nuevo programa recurrió a los sketchs sin limitar la cantidad de personajes principales. Su humor estuvo influenciado por la televisión argentina aunque se mantuvo el estilo acriollado de sus artistas.
En 1964 se lanzó en Panamericana Televisión Pedrín Chispa presenta, basada en una revista humorística, con la participación principal de Elías Ponce Rodríguez. Posteriormente con Carlos Oneto (apodado "Pantuflas") participaron en A la bodega de la esquina y El supermarket show. En ese periodo, Tulio Loza recibió la sugerencia de Ponce Rodríguez de incluir en los programas humorísticos su personaje provinciano Nemesio Chupaca, después de participar en 1958 para la radio y en el segmento Bata pone el mundo a sus pies. Inicialmente rechazó el control de la producción para obtener libertad creativa en sus personajes. Un caso similar ocurrió con Guillermo Rossini, quien llevó su personaje travestido Eduviges en la revista cómica de 1969 Teleloquilandia.
En esa década se estrenó Doctor Rochabús, protagonizada por Álex Valle, y basada en la revista homónima al ser la primera en centrarse en el humor político. Años antes de finalizar la década de 1960, se transmitieron en Panamericana los programas El polifacético, con Mario Velásquez "Achicoria" como el eje principal de los escenarios, y Los tintilocos, un espacio cómico musical del guionista Enrique Manuel Puente.

### El tornilloy edad dorada
Con el cierre de El polifacético, en 1968 se estrena en Panamericana el programa El tornillo con la dirección de Carlos Oneto. Adoptó su extenso reparto con chistes de corta duración de toque blanco, además de la inclusión de mujeres jóvenes en el reparto, lo que inició a la edad de oro del humor peruano. También contó el apoyo del humorista Luis la Roca, quien participó en programas argentinos.
Entre sus varios segmentos destacan el más conocido La santa paciencia de Álex Valle; La morocha del abasto la parodia, con las actuaciones de Camucha Negrete junto a Luis Cabrera y que está inspirada en escenas románticas a lo Charles Chaplin;El poeta hippy, que se enfocó en las personificaciones andinas por Jorge Montoro; así como Franz y Shultz que combinaba el humor criollo con el europeo.
Tras su finalización en 1975, la producción se separó en dos programas para otros canales, La matraca y La cosquilla, con una duración corta. Entre 1976 y 1979 el Canal 7 elaboró su programa Estrafalario bajo la dirección de Felipe Sanguinetti e involucró actores nacionales con actuaciones extravagantes en sus personificaciones. Este último enriqueció la experiencia criolla de Augusto Polo Campos. Enrique Victoria tomó la posta del canal en los años 1980 con la consolidación La comedia peruana.
Tulio Loza y su hermano Hugo elaboraron en 1975 Telecholo en Telecentro con ayuda de Nancy Cavagnari. Sin embargo, en 1977 Hugo Muñoz de Baratta tomó control del espacio Epicentro médico, donde incluyó bloques de connotación sexual.

### Risas y salsay popularización
En la década de 1980 surgió el programa Risas y salsa, bajo la producción de Efraín Aguilar y la dirección de Guillermo Guille, a partir de los integrantes participantes de El tornillo y Estrafalario, así como integrantes de un grupo teatral. En ese entonces, abandonó en parte el estilo sitcom y eliminó a un conductor principal, para enfocarse en el reforzamiento de los estereotipos dejando a determinados segmentos con sus propios programas como El jefecito y La guardia Serafina. El canal extendió los horarios de comicidad con el revival de El tornillo, Humor redondo (con Miguel Barraza, Gordo Casaretto e invitados), entre otros. 
La televisión entró en una etapa de producir solo programas de estilo humorístico. América intentó competir a Panamericana con Tulio de América a cholocolor (1980) con Tulio Loza; sin embargo, no lo consiguió, y el Canal 5 lo incluyó en Yo te mato Fortunato (1983-1984). Posteriormente repitió con El show de Rulito y Sonia en 1981 con Luis Ángel Pinasco y Sonia Oquendo. Tras el fracaso de las anteriores, volvió a intentar con nuevo reparto en Los Detectilocos, y La máquina de la risa. Además, realizó su primer experimento como medio cómico, El barrio del movimiento, que recurrió al estilo de las marionetas que, a pesar de la censura, inspiró a Arturo Álvarez a reelaborar más tarde Mueve tu curul. El recientemente inaugurado ATV entró a la competencia con El dedo y El supershow del Ronco, ambos a cargo de Oneto y el último con el apoyo de Román Gámez.
En simultáneo Trampolín a la fama, también de Panamericana, apostó en incluir en una nueva generación de integrantes para participar en otros programas cómicos. Entre ellos, Carlos Álvarez con Las mil y una y Jorge Benavides con JB el imitador en la década de 1990.

## SigloXXI

### Risas de América
Dos años antes de la desaparición de Risas y salsa, en 1997 se lanza Risas de América (también conocido en las temporadas 2005 a 2011 como Recargados de risa) que consiguió la migración de sus integrantes tras su antecesora El enchufe. Desde el año 2001 contó con la producción de José Luis Aguilary a Luis Guillermo Camacho como director.
A diferencia del anterior, este reivindica en su totalidad la crudeza de humor negro, con improvisaciones de integrantes veteranos y su tratamiento de temas de actualidad. Destacan al doble sentido, segmentos de vedettes con Mariella Zanetti y otras personalidades, así como imitaciones de producciones propias y extranjeras. Además destaca «Idénticos», un segmento en el que los invitados son retados con sus dobles interpretados por parte de su elenco, basado en el formato original del canal «Los firmes y los bambas». El contenido, centrado en la desnudez y la falta de creatividad según El Peruano, generó críticas de personalidades veteranas: Guille acusó la dominación de Risas y la falta de humoristas de calidad al ser «un espacio rutinario que siempre tiene el mismo formato y ninguna novedad»; mientras que «el Tío» Gámez resumió el contenido humorístico en «frivolidad, nalgas y hasta diría que se apela a la huachafería».
En 2003 alcanzó cifras de 30 puntos de audiencia, según CPI, volviéndola uno de los programas estelares. A pesar de que su audiencia bajó a 13 puntos de audiencia, entre 2009 y 2013 continuó liderando frente al su mayor rival de Latina Televisión, El especial del humor.
En 2004 inauguraron su circo familiar desde Lima en que incluyeron parodias del cine y televisión nacional. Tras varios años de gira temporal, en 2006 se realizó una temporada cirquence en el Coliseo Wanka, en Huancayo, y en 2009 en Chiclayo. Además, su reparto participó en la Copa de la Amistad de 2005, centrado en actividades deportivas para recaudar alimentos no perecibles a una institución representante.
A pesar de que fue nominado a los premios Luces de 2011, en 2013 América anunció la cancelación de su programa Risas, trasladando parte de su tiempo cómico a El reventonazo de la chola, que previamente tuvo relevancia en la televisión peruana como revista cómico-musical y una exclusividad del canal 4. La cancelación de Risas está relacionada con la amonestación de la Asociación Nacional de Anunciantes (ANDA) por continuar sus excesos en sus últimos años, entre ellos, el posible sexismo a partir del físico en algunos integrantes y los apodos ofensivos realizados por los humoristas.

### Astros de la risa
Durante la década de 2000 Panamericana volvió al segmentó del humor para competir con los canales líderes América y Frecuencia Latina. En 2004 contrató a Guille para probar su programa cómico-musical con Bettina Oneto y Miguel Barraza. En 2005 anunció su programación La hora estelar del humor compuesto de creaciones suyas antiguas y recientes, que surgió Astros de la risa. 
En 2007 emitió Astros de la risa, a cargo de su productor Mauricio Diez Canseco con la participación de Barraza, Gordo Casaretto, Melcochita y Arturo Álvarez, en que en medio de la disputa entre los dueños del canal se realizó en el inaugurado teatro Astros (en que adoptó su nombre). Además, la productora promocionó a la bailarina Belén Estévez y las modelos Luciana Salazar y Kenita Larraín para segmentos de actuación. Su debut alcanzó el segundo lugar, con mayor audiencia en sectores A y B. Sin embargo, surgieron varios inconvenientes como las infracciones en los contratos con las modelos, la pérdida de calidad en sus segmentos y el surgimiento del dúo Damián y el Toyo que realizó una broma con la modelo Salazar. En abril de 2008 el programa se canceló prematuramente.
En abril de 2008 se lanzó su derivativo El gordo y el flaco. Sin embargo, fue suspendido por Diez Canseco por las «constantes injerencias que vienen parametrando el contenido», que trajo una reducida cuota de audiencia. La televisora no se rindió, ya que en 2009 el gerente de programación Óscar Becerra anunció un remake de Noche de estrellas, que fue estrenada en 2003.
Panamericana realizó un último intento para recuperar cuota, en 2011, con la continuación del programa Risas y salsa (la nueva generación) sin éxito.

### Otros programas
Además de Risas de América y Astros de la risa, también surge en ese periodo otros colectivos que aparecieron en la televisión como Patacláun, Los Cincorregibles (en 1999) y los cómicos ambulantes (posteriormente revivido en 2023 con Jirón del humor).
Tras el éxito del programa radial humorístico Los Chistosos en Radio Programas del Perú, Fernando Armas, Hernán Vidaurre y Guillermo Rossini incursionaron en la televisión a través de Panamericana con los programas 24 minutos y 24 minutazos hasta 2003. Luego, en 2003, se trasladaron a América Televisión, junto a Giovanna Castro, para conducir Noti-ríase hasta 2004. Más adelante, en 2008, condujeron el programa Ponte al día en ATV. En noviembre de 2010, llegaron a Global Televisión con El noticioso. En mayo de 2013, el programa fue cancelado abruptamente. En 2016, regresaron a la televisión con el programa Paren esta vaina en Panamericana.
En 2004 Álvarez y Benavides se unen y forman el programa de Frecuencia Latina El especial del humor. La dupla destacó en las interacciones irreverentes con crítica social y política. En 2011 se separan, dejando a Benavides seguir con Latina mientras que Álvarez formó su nuevo programa El Estelar del Humor pero por problemas legales y de similitud en el nombre del programa de Frecuencia Latina se cambió a El cártel del humor en ATV.
Mientras tanto, Global Televisión estrenó A reír en 2001 junto a Miguel Barraza y Bettina Oneto, antes de volverse a reunir en Panamericana. En 2003, bajo la producción de Guillermo Guille, se incorporaron al elenco los humoristas Andrés Hurtado, Tulio Loza y Melcochita, junto a la conductora argentina Julieta Prandi. En 2009 relanzaron A reír, en Panamericana, donde su lenguaje fue moderado por recomendación de la ANDA.
TV Perú, en cambio, decidió liberar en 2009 Por humor al Perú con los exintegrantes Manolo Rojas y Alfredo Benavides bajo un enfoque más familiar.
En 2015 Willax contó a Fernando Armas para la obra en teatro Comediando. En 2018 Willax incluyó a JB junto a Armas, hasta que Carlos Álvarez lo reemplazó. Años después, en 2020, Álvarez produjo el programa humorístico de toque político La vacuna del humor. En 2021 se nombró temporalmente La vacuna electoral para coincidir con las elecciones presidenciales sin recibir la participación real de los candidatos.
En 2023, Latina incluyó cómicos ambulantes en su programación con el espacio Jirón del humor, que contó con Alfredo González como productor, quien previamente se había encargado de El especial del humor. Sin embargo, el programa no obtuvo buenos resultados y fue descontinuado. Posteriormente, en 2024, Jorge Benavides anunció la creación del bloque Humor.com como una expansión del programa humorístico JB en ATV. La plataforma recibió comparaciones con el proyecto en línea La casa de la comedia, que emplea un público presencial durante sus grabaciones.
En las redes sociales, el programa Hablando Huevadas ganó popularidad por su estilo humorístico negro y criollo. Este programa se inspiró del formato español Nadie sabe nada. Andrés Hurtado invitó a sus conductores para que su estilo se emita también en televisión.
En 2024, Panamericana Televisión fichó temporalmente por Carlos Álvarez, luego de su salida de Willax. En 2025, el canal anunció un nuevo programa cómico llamado Humor recargado, e incorporó a varias exfiguras de América Televisión, como Oscar Gayoso, Gino Arévalo y Lucy Bacigalupo, así como a la exfigura de ATV Cindy Marino. Sin embargo, un mes después de su emisión, Gayoso, Bacigalupo y Marino renunciaron por diferencias con la productora liderada por Paola Ruiz.

## Temas involucrados
Se resaltan algunos temas mostrados en los sketches. Muchos de ellos recurren al humor criollo, desde que El Muñoz de Baratta Show resaltó en los primeros años la picardía en la sociedad aristócrata limeña en diferentes actos verbales y no verbales.

### Humor político
El humor político ayudó a que la población comprendiera con mayor facilidad los discursos de las autoridades políticas. Este recursó acercó a las personalidad que para cualquier ciudadano son inaccesibles.
Tuvo relevancia en la televisión privada. Destacan en sus primeros años a las interpretaciones de Álex Valle como el censor Rochabús y Tulio Loza como Camotillo el tinterillo, ambos enfocados en la crítica social. En el caso de personalidades reales, se recurrieron a los apodos (locamente chapas o chaplines). Para el siglo XXI el representante es Carlos Álvarez, quien imita autoridades y personajes involucrados en la política peruana para denunciarlos como los escándalos de corrupción o develar algún rasgo para simpatizar con la población. Álvarez, quien ganó fama durante el gobierno de Alberto Fujimori, admitió que la satirización generó malestar en algunos involucrados de posturas oficialistas y opuestas.
Para 2023, el humorista Fernando Armas señaló que con la llegada de Pedro Castillo y Dina Boluarte, el humor político entró en declive debido al malestar de los peruanos hacia sus presidentes.

### Humor basado en estereotipos
El recurso de los estereotipos se usó con anterioridad en medios ajenos a la televisión. Uno de los casos es la concepción no criolla como el personaje andino y el afroperuano. Estos se resaltaron el uso en programas de televisión de alta sintonía más recientes como Recargados de risa y El especial del humor, este último tras la salida de Carlos Álvarez. Estos últimos son considerados controversiales en la distorsión de la identidad cultural al basar en el prejuicio de algún colectivo particular a través de un personaje recurrente sin necesidad de un desarrollo del mismo, lo que inspiró la campaña Alerta contra el racismo del Ministerio de Cultura a medidados de la década de 2010. Entre los más representativos y mediáticos están el «Negro Mama» (afroperuano) y la paisana Jacinta (andino).
Además de la no criolla, existen otros humores basados en aspectos del cuerpo como la obesidad, el enanismo y fealdad del rostro. Esto se refleja en la televisión de los años 1980 cuando las vedettes fueron preferidas por su belleza y señaladas como «chicas ingenuas o seductoras». Además, el decano El Comercio comentó que se adoptarron recursos de los café-teatro como el travestismo. En 2003, una nueva opinión del diario El Comercio calificó de «patéticos» la presencia de mujeres semidesnudas sobre la calidad de los segmentos de la nueva década, en que destacó como excepción a Notiríase y el competidor extranjero en la televisión Poné a Francella.
En 2019, la columnista de Caretas, Patricia Salinas, señaló que Dayanita, persona señalada como la primera artista transexual en televisión, fue un personaje recurrente utilizado por Jorge Benavides para burlarse de la condición de los transexuales y gais de una manera ofensiva a pesar de su carisma ante las cámaras.

### Humorcláun
En la serie de televisión Patacláun, que se asemeja en una obra teatral televisada a partir de experiencias de sus integrantes, se recurre a elementos cotidianos a modo de sátira ligera, con otros conceptos de humor slapstick y verbal como el calambur y, específicamente, la paronomasia. En la segunda temporada se alimentó del programa irreverente relacionado con la política El 4to de Juan con ayuda de su reparto.

## Impacto
En 2006, Eric Jürgensen, gerente de contenidos de América Televisión, señaló que «en los últimos 20 años, el público peruano [se ha acostumbrado] a ver programas de humor picaresco, como Risas de América, Risas y salsa y Recargados de risa».
Una encuesta de Veeduría Ciudadana de 2000 en Lima Metropolitana, a cargo de Rosa María Alfaro, señala que los programas cómicos son elegidos en el 11.2% de 1600 respuestas, por debajo de los informativos, con un aceptación del 50% de los 406 casos.
En una votación popular a fines de 2007 por Perú 21, del especial «lo mejor y peor del cine y la TV», los programas El especial del humor y Recargados de risa fueron los más elegidos, frente a series de corte cómico como Teatro desde el teatro, El santo convento, Así es la vida, entre otros. Astros de la risa es considerado como menos elegido.